# 翁托里亚德尔皮纳尔
翁托里亚德尔皮纳尔，是西班牙卡斯蒂利亚-莱昂布尔戈斯省的一个市镇。总面积81平方公里，总人口818人（2001年），人口密度10人/平方公里。